# イヌノフグリ
イヌノフグリ（犬の陰嚢、学名: Veronica polita var. lilacina）は、オオバコ科クワガタソウ属の越年草。
和名の由来は、果実の形状が雄犬の「フグリ」、つまり陰嚢に見立てたことから名付けられている。江戸時代の『草木図説』にイヌノフグリの図の記載がある。別名でヒョウタングサともよばれ、語源は果実の形を瓢箪にみたてて名付けられたものである。

## 形態・生態
越年草。茎は這って先だけが立ち、長さ7 - 15センチメートル (cm) になる。茎にはごく短い毛が生える。
葉は短い柄がついてほとんどが互生し、卵円形。葉縁には2 - 3対の鋸歯ついて短毛が生え、葉の上面はほぼ無毛である。
花期は3 - 5月。葉の腋に、1個ずつ淡いピンク色をした3 - 5ミリメートル (mm) の花をつける。花柄は葉とほぼ同じ長さ。花冠には紅紫色のスジが入り、深く4裂して平らに開く。雄蕊は2本、雌蕊は1本で、花の中央に立つ。萼は長さ3 - 4 mmで、花後も残って果実を抱く。
果実は、2個の球が接した形で両面が膨れ、全体に細かい軟毛が生える。果実の中には10個前後の種子が入り、種子の長さは1.5 mmほどである。

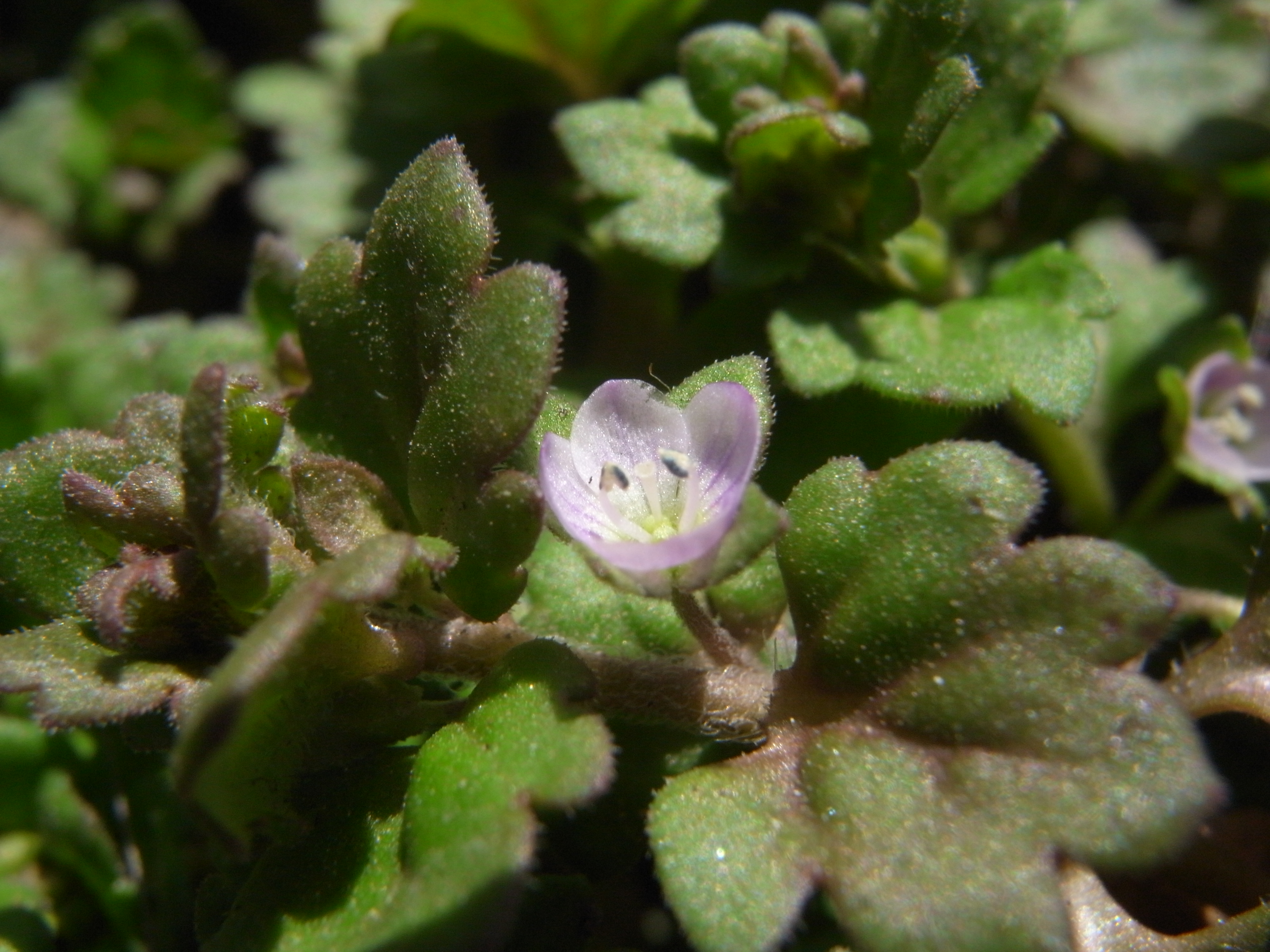
花
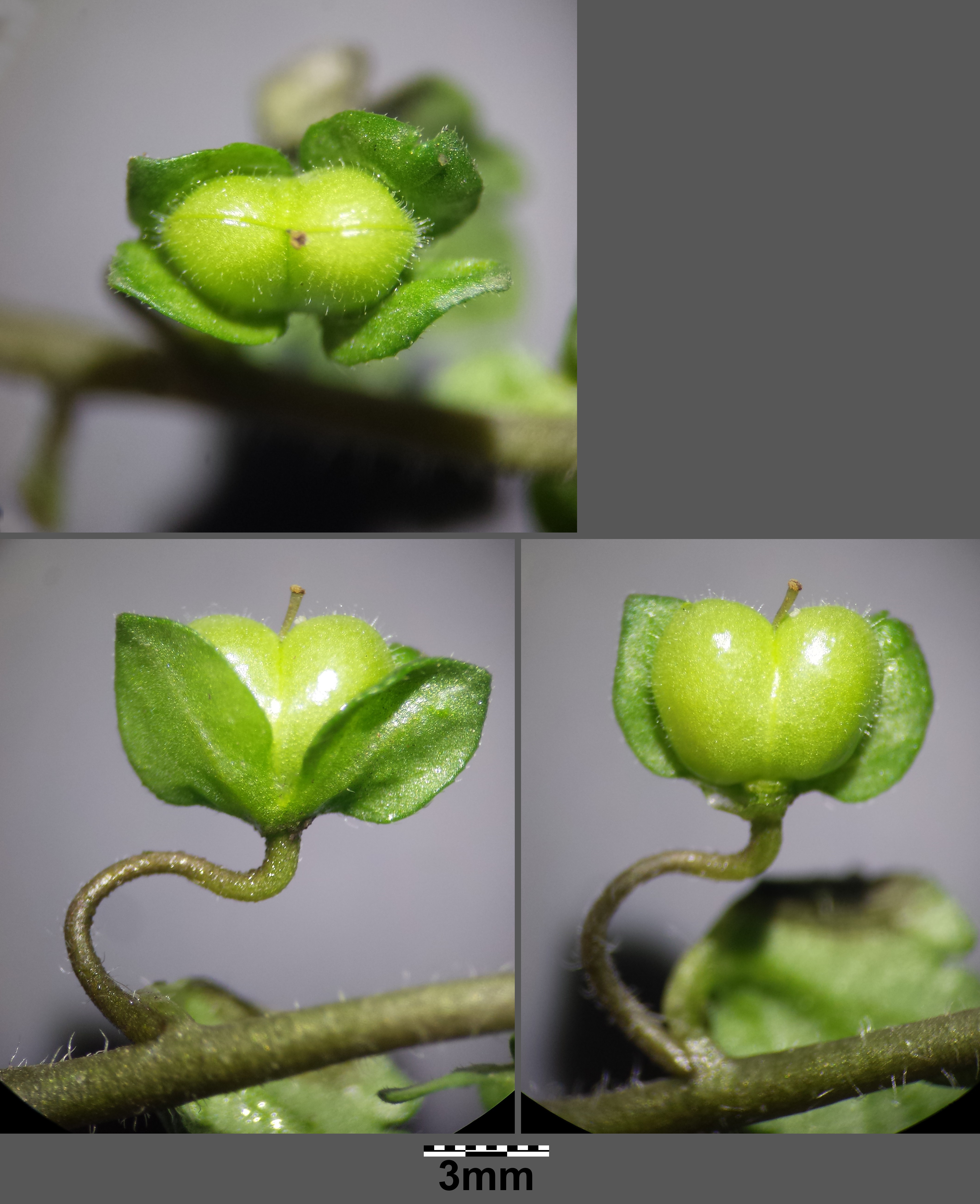
果実

## 分布
東アジアの亜熱帯から暖帯に広く分布する。日本では本州中部以南に見られる在来種であり、かつては路傍や畑の畦道などで普通に見られた雑草であった。しかし、近年は近縁種の帰化植物であるオオイヌノフグリ（Veronica persica）やフラサバソウ（Veronica hederifolia）にその生育地を奪われ、その数を大幅に減らしている。

## 保全状況評価
環境省のレッドデータブックでは絶滅危惧II類（VU）に指定されている。
絶滅危惧II類 (VU)（環境省レッドリスト）